# Убий підараса
«Уби́й підара́са!» — вірш українського письменника та поета Юрія Винничука, який вийшов у вересні 2011 року. Був публічно продекламований автором з алюзією на президента України Віктора Януковича під час відзначення 176-ї річниці з дня народження Леопольда фон Захер-Мазоха у Львові.

## Поширення
Вперше з'явився на Facebook (підписаний відомим псевдонімом Винничука Юзьо Обсерватор), а потім публічно був прочитаний автором на літературному вечорі «НЕП» (Ніч Еротичної Поезії). На кінець січня 2012 року став інтернет-мемом.
Вірш двічі прозвучав також на «Львівській Хвилі» у прямому ефірі, після чого ведучого програми Андрія Великого керівництво радіостанції відправило у тритижневу оплачувану відпустку.

## Короткий опис
Вірш «Убий підараса» Юрій Винничук почав писати за часів Леоніда Кучми, тоді він називався «Убий президента», але його так і не було завершено. Наприкінці президентського терміну Віктора Ющенка Винничук зрозумів, що час уже писати вірш про те, як «убити в собі ющенка», аж тут настав час президентства Віктора Януковича. За власним визначенням автора, він написав «вірш тупий, простий, дохідливий».
Вірш Юрія Винничука є зразком літератури постмодерну з характерною для неї іронією, вживанням ненормативної лексики, цитуванням та переінакшенням відомих літературних творів. Подібними стилістичними прийомами користуються, наприклад, фронтмен гурту ВВ Олег Скрипка у текстах своїх пісень, в яких пародіюються радянські стереотипи примітивізації народної культури, або словенський гурт Laibach, що з пародійною метою послуговується у своїх авангардистських композиціях естетикою та стереотипами націонал-соціалізму.
Вірш Винничука розвиває скандально відоме гасло київських футбольних уболівальників «Спасибо жителям Донбасса…», використовуючи стилістику публіцистичної поезії на кшталт хрестоматійного вірша Володимира Сосюри «Любіть Україну». Рефрен вірша відлунює відомою з радянських часів пропагандистською фразою Іллі Еренбурга «Убей немца».
За словами Винничука, вірш уже стає народним: «люди його переписують і цитують, а крім того, цю поезію переклали вже російською та англійською мовами». Винничук також зазначив, що, на його думку, «художній рівень цього твору не надто високий, однак у цьому випадку це добре, бо високу поезію оцінили б кілька тисяч, а цей публіцистичний вірш вже здобув визнання багатьох тисяч людей в Україні та за її кордонами».

## Текст
Опублікований на сайті інтернет-видання «Лица»:
| Настала пора, коли кожен із нас Постав перед вибором часу: До влади прийшли бандюки й брехуни, Наперсточники й свинопаси. Здолали державу і склали до ніг, П’ючи нашу кров як вампіри, А їхній пахан, ледь прибитий яйцем, Веде нас до прірви. Бандитом він був і бандитом зоставсь Тепер уже вищого класу. Бо вже не шапки, а мільйони краде – Убий підараса. За те що Вкраїну продав ворогам І заповіти Тараса, Привів табачню і московських попів – Убий підараса. Табачніки правлять свій відьомський бал, Зійшла, мов зоря, їхня раса. Ми знову раби й малороси-хохли – Убий підараса. Тебе не забуде Вкраїна коли, Шахтарю з Донбасу, Ти візьмеш у руки сталеве кайло І вб’єш підараса. Нема в нас святішої більше мети Чи іншого спасу! У Бога прощення піди попроси І вбий підараса. Коли на тарілочці нас подадуть Кремлю, що вже плямкає ласо, То буде запізно, повстань і убий! Убий підараса! |

## Питання порнографії
Юрій Винничук відкидає звинувачення щодо порнографічності вірша. За «Коротким словником жаргонної лексики» Лесі Ставицької лексема «підарас» означає «нікчемну людину, дії і вчинки якої викликають роздратування», тобто це слово суттєво втратило своє первинне значення «гомосексуал». До того ж саме лише використання нецензурного слова не має жодного прямого стосунку до текстів порнографічного характеру. Так само відсутня порнографічність у простому констатуванні приналежності до сексуальної меншини, навіть якщо для цього послуговуються лайливими словами, хоча сам Винничук підкреслює, що має на увазі інше значення цього слова і що його вірш не має жодного відношення до сексуальних меншин. На думку Винничука, інтерпретація його вірша як порнографії свідчить про нерозуміння мистецтва та загалом низький рівень інтерпретатора. «Хіба матюки заборонені? Це не аморально. Вони друкуються у творах багатьох сучасних авторів — Чарльза Буковського, Генрі Міллера. У них мат на маті. Тоді половину світової літератури можна притягнути до суду», зазначив Юрій Винничук.

## Реакція на вірш
23 січня 2012 року до Юрія Винничука додому прийшли міліціонери з метою одержати письмові пояснення з приводу його вірша.
За словами міліціонерів, їхні дії вмотивовані скаргою до прокуратури депутата Верховної Ради від Комуністичної партії України Леоніда Грача. У заяві Грача вірш Винничука названо порнографічним твором, а також таким, що містить заклики до насильницького повалення чинної влади.
На підтримку Юрія Винничука у «книгарні Є» був проведений літературний вечір-презентація антології «Ніч Еротичної Поезії». Вечір відбувся 25 січня 2012 року в місті Києві.
На захист Юрія Винничука виступив український ПЕН-клуб. «Український ПЕН-центр поділяє позицію письменника щодо протиправних дій державних органів і звертає увагу української та міжнародної громадськості на небезпечну тенденцію відновлення політичної цензури в Україні та дедалі численніші приклади тиску з боку міліції, прокуратури та служби безпеки на письменників, журналістів, науковців і громадських активістів», — йдеться у заяві, підписаній віцепрезидентами Українського центру Міжнародного ПЕН-клубу Андрієм Курковим і Миколою Рябчуком.
Ексміністр внутрішніх справ Юрій Луценко, що перебував в ув'язненні, вішав вірш Винничука у себе в камері.
Письменниця Оксана Забужко в інтерв'ю агентству УНІАН прокоментувала вірш так: «Знаєте, мені навіть дещо шкода Винничука, тому що в нього є направду гарні твори, є прекрасні оповідання (дуже люблю його ранні оповідання), він чимало доброго зробив для популяризації нашої забутої культурної спадщини, — і в результаті в шістдесят років отримати всенародне визнання як автор віршика, що його міг би написати будь-який шістнадцятирічний блогер…». Коментуючи це висловлювання, Юрій Винничук погодився, що шістнадцятирічний блогер міг би написати цей вірш, але зазначив, що за це його би просто знищили.